# Weinberg-Witten-Theorem
Das Weinberg-Witten-Theorem, nach Steven Weinberg und Edward Witten, ist eine Aussage in der Quantenfeldtheorie. Unter sehr generellen Annahmen leitet es Ausschlusskriterien über die Eigenschaften von Teilchen her. Damit gehört das Weinberg-Witten-Theorem zu den sogenannten No-go-Theoremen der Quantenfeldtheorie. Das Weinberg-Witten-Theorem verknüpft dabei den maximalen Spin eines masselosen Teilchens mit seiner transportierten Ladung unter Annahme der Gültigkeit von Einsteins Spezieller Relativitätstheorie. Die bedeutendste Folgerung aus dem Weinberg-Witten-Theorem ist, dass das Graviton, sofern es existiert, ein Elementarteilchen sein muss.
Das Weinberg-Witten-Theorem besagt konkret folgendes:
- In Theorien mit Lorentz-kovariantem Energie-Impuls-Tensor sind masselose Teilchen mit einem Spin {\displaystyle s>1} verboten.
- In Theorien mit einer erhaltenen und, sofern die der Ladung zugrunde liegende Symmetrie eine Eichsymmetrie ist, eichinvarianten Ladung und Lorentz-kovariantem Strom sind masselose Teilchen mit einem Spin {\displaystyle s>{\tfrac {1}{2}}} verboten, die eine solche Ladung tragen.

Die Vereinigung der Allgemeinen Relativitätstheorie mit der Quantenfeldtheorie im Rahmen einer Quantenfeldtheorie auf gekrümmter Raumzeit mit ihrem Standard-Graviton wird vom Weinberg-Witten-Theorem nicht berührt, da ihr Energie-Impuls-Tensor nicht Lorentz-kovariant ist. Es schließt jedoch alle Theorien mit masselosen Gravitonen aus, die aus Standardmodell- oder SUSY-Teilchen aufgebaut sind.
Ebenso werden weder abelsche noch nichtabelsche Yang-Mills-Theorien, auf denen das Standardmodell basiert, berührt, da abelsche Theorien wie die Quantenelektrodynamik nur zu ungeladenen Teilchen mit Spin {\displaystyle s>{\tfrac {1}{2}}} führen und nichtabelsche Theorien wie die Quantenchromodynamik keine eichinvarianten Noether-Ladungen besitzen.
Für massive Teilchen trifft das Weinberg-Witten-Theorem keine Aussage.